# Listă de actori care l-au interpretat pe Iisus

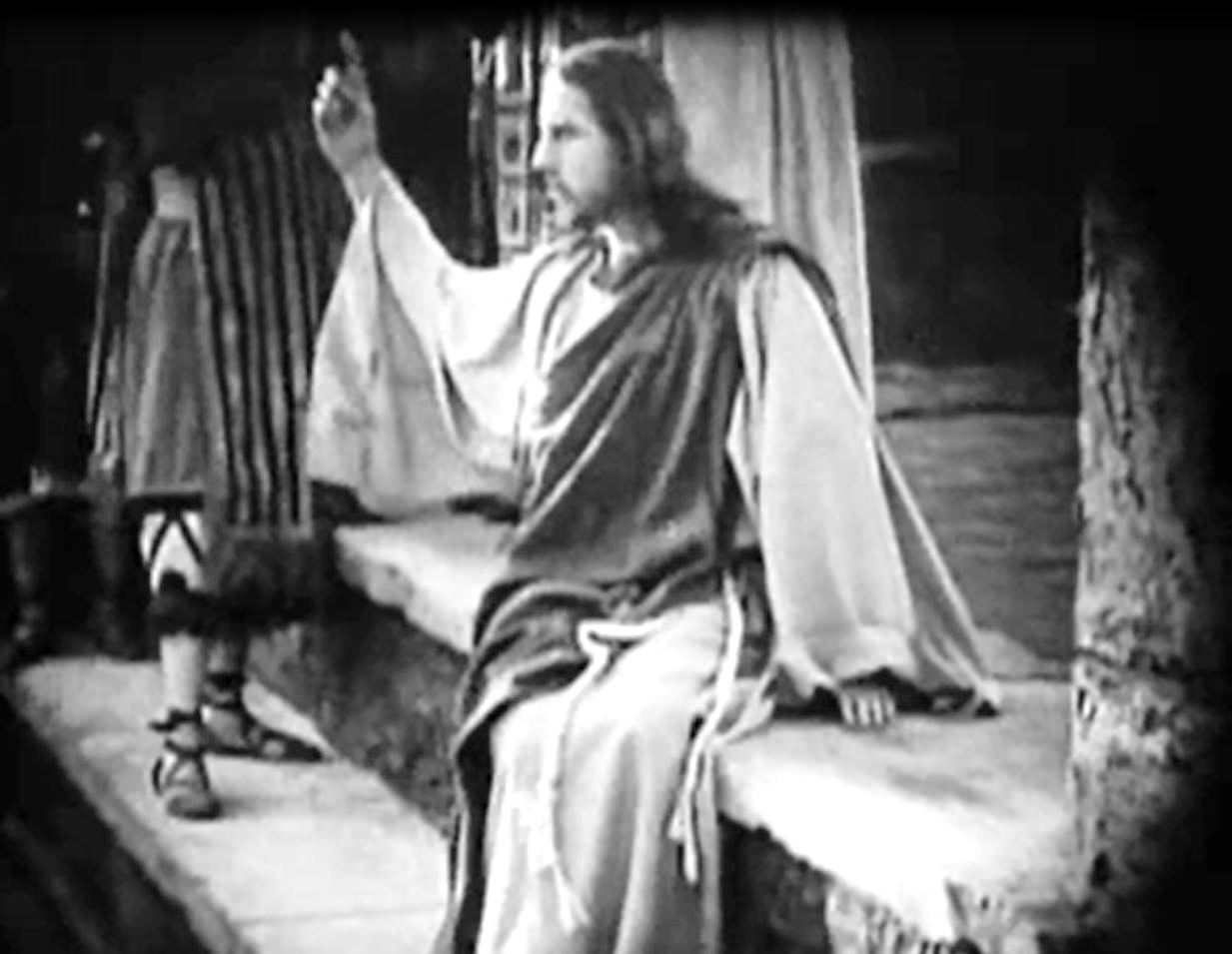
Howard Gaye ca Iisus: „Cel fără de păcat dintre voi să arunce cel dintâi piatra asupra ei.” (Intolerance, 1916)

Aceasta este o listă de actori de film care l-au interpretat pe Iisus din Nazaret.

| Listă de actori care l-au portretizat pe Iisus | Listă de actori care l-au portretizat pe Iisus      | Listă de actori care l-au portretizat pe Iisus | Listă de actori care l-au portretizat pe Iisus | Listă de actori care l-au portretizat pe Iisus |
| ---------------------------------------------- | --------------------------------------------------- | ---------------------------------------------- | ---------------------------------------------- | ---------------------------------------------- |
| Actor                                          | Film                                                | An                                             | Regizor                                        | Note                                           |
| Robert Henderson-Bland                         | From the Manger to the Cross; or, Jesus of Nazareth | 1912                                           | Sidney Olcott                                  |                                                |
| Alberto Pasquali                               | Christus                                            | 1916                                           | Giulio Antamoro                                |                                                |
| Howard Gaye                                    | Intoleranță                                         | 1916                                           | D. W. Griffith                                 |                                                |
| Gregori Chmara                                 | I.N.R.I.                                            | 1923                                           | Robert Wiene                                   |                                                |
| H.B. Warner                                    | The King of Kings                                   | 1927                                           | Cecil B. DeMille                               |                                                |
| Robert Le Vigan                                | Golgotha                                            | 1935                                           | Julien Duvivier                                |                                                |
| José Cibrián                                   | Jesús de Nazareth                                   | 1942                                           | José Díaz Morales                              |                                                |
| Luis Alcoriza                                  | María Magdalena: Pecadora de Magdala                | 1946                                           | Miguel Contreras Torres                        |                                                |
| Luis Alcoriza                                  | Reina de reinas: La Virgen María                    | 1948                                           | Miguel Contreras Torres                        |                                                |
| Enrique Rambal                                 | El mártir del Calvario                              | 1952                                           | Miguel Morayta                                 |                                                |
| José Nieto                                     | El beso de Judas                                    | 1954                                           | Rafael Gil                                     |                                                |
| Jon Shepodd                                    | The Power of the Resurrection                       | 1958                                           | Harold D. Schuster                             |                                                |
| Claude Heater                                  | Ben-Hur                                             | 1959                                           | William Wyler                                  |                                                |
| Jeffrey Hunter                                 | Regele regilor                                      | 1961                                           | Nicholas Ray                                   |                                                |
| Enrique Irazoqui                               | Evanghelia după Matei                               | 1963                                           | Pier Paolo Pasolini                            |                                                |
| Max von Sydow                                  | The Greatest Story Ever Told                        | 1965                                           | George Stevens                                 |                                                |
| Enrique Rocha                                  | El proceso de Cristo                                | 1966                                           | Julio Bracho                                   |                                                |
| Colin Blakely                                  | The Wednesday Play - Son of Man                     | 1969                                           | Gareth Davies                                  |                                                |
| Claudio Brook                                  | Jesús, nuestro Señor                                | 1971                                           | Miguel Zacarías                                |                                                |
| Alfredo Melher                                 | Jesús, el niño Dios                                 | 1971                                           | Miguel Zacarías                                |                                                |
| David Bravo, Jorge España, José Alberto Castro | Jesús, María y José                                 | 1972                                           | Miguel Zacarías                                |                                                |
| Trevor White                                   | Jesus Christ Superstar                              | 1972                                           | Sandy Harbutt, Bill Hughes                     |                                                |
| Victor Garber                                  | Godspell                                            | 1973                                           | David Greene                                   |                                                |
| Robert Elfstrom                                | Gospel Road: A Story of Jesus                       | 1973                                           | Robert Elfstrom                                |                                                |
| Ted Neeley                                     | Jesus Christ Superstar                              | 1973                                           | Norman Jewison                                 |                                                |
| Pier Maria Rossi                               | Il messia                                           | 1975                                           | Roberto Rossellini                             |                                                |
| Zalman King                                    | The Passover Plot                                   | 1976                                           | Michael Campus                                 |                                                |
| Robert Powell                                  | Isus din Nazaret                                    | 1976                                           | Franco Zeffirelli                              |                                                |
| Brian Deacon                                   | Iisus                                               | 1979                                           | Peter Sykes, John Krisch                       |                                                |
| Claudio Brook                                  | La vida de nuestro señor Jesucristo                 | 1980                                           | Miguel Zacarías                                |                                                |
| Michael Brynntrup                              | Jesus - Der Film                                    | 1986                                           | Michael Brynntrup, Jörg Buttgereit             |                                                |
| Willem Dafoe                                   | The Last Temptation of Christ                       | 1988                                           |                                                |                                                |
| Bruce Marchiano                                | The Visual Bible: Matthew                           | 1997                                           |                                                |                                                |
| Bruce Marchiano                                | The Visual Bible: Acts                              | 1994                                           |                                                |                                                |
| Jeremy Sisto                                   | Iisus                                               | 1999                                           |                                                |                                                |
| Christian Bale                                 | Mary, Mother of Jesus                               | 1999                                           |                                                |                                                |
| Glenn Carter                                   | Jesus Christ Superstar                              | 2000                                           |                                                |                                                |
| Nicholas Rogers                                | María, hija de su Hijo                              | 2000                                           |                                                |                                                |
| Ralph Fiennes (voce)                           | The Miracle Maker                                   | 2000                                           |                                                |                                                |
| David J. Francis                               | Dracula 2000                                        | 2000                                           | Patrick Lussier                                |                                                |
| Henry Ian Cusick                               | Evanghelia după Ioan                                | 2003                                           | Philip Saville                                 |                                                |
| Jim Caviezel                                   | Patimile lui Hristos                                | 2004                                           | Mel Gibson                                     |                                                |
| Jonathan Scarfe                                | Judas                                               | 2004                                           |                                                |                                                |
| Johannes Brandrup                              | San Pietro                                          | 2005                                           |                                                |                                                |
| Pablo Moreno                                   | Jesús, el peregrino de la luz                       | 2006                                           |                                                |                                                |
|                                                | The Nativity Story                                  | 2006                                           |                                                |                                                |
| Fabrizio Bucci                                 | The Inquiry (L'inchiesta)                           | 2006                                           | Giulio Base                                    |                                                |
| Ahmad Soleimani Nia                            | Mesia                                               | 2007                                           | Nader Talebzadeh                               |                                                |
| Diogo Morgado                                  | The Bible                                           | 2013                                           | Roma Downey and Mark Burnett                   |                                                |
| Diogo Morgado                                  | Son of God                                          | 2014                                           | Christopher Spencer                            |                                                |
| Cliff Curtis                                   | Risen (Misterul înălțării)                          | 2016                                           | Kevin Reynolds                                 |                                                |
| Adam Greaves-Neal                              | The Young Messiah                                   | 2016                                           | Cyrus Nowrasteh                                |                                                |
| Joaquin Phoenix                                | Maria Magdalena                                     | 2018                                           | Garth Davis                                    |                                                |
| Adam Bond                                      | Good Omens                                          | 2019                                           | Douglas Mackinnon                              |                                                |
|                                                |                                                     |                                                |                                                |                                                |
|                                                |                                                     |                                                |                                                |                                                |